# Rue du 22-Septembre
La rue du 22-Septembre est une voie de la commune française de Courbevoie.

## Situation et accès

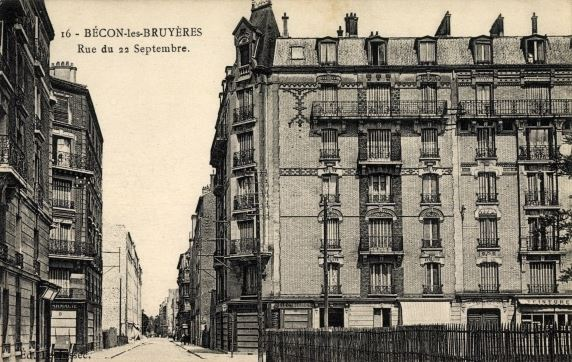
Courbevoie, quartier de Bécon-les-Bruyères: La rue du 22-Septembre

Cette rue, parallèle à la ligne de Paris-Saint-Lazare à Saint-Germain-en-Laye, joint la place de Belgique au pont des Couronnes. Elle croise notamment l'avenue Pasteur et la rue Watteau.
Elle est accessible par la gare de Bécon-les-Bruyères et par la station de métro Pont de Levallois-Bécon.

## Origine du nom
Cette rue commémore le 22-Septembre 1792 : début de la Première République française et premier jour de la nouvelle « ère des Français », à savoir le tout premier jour du nouveau calendrier républicain qui entre en vigueur en octobre 1793.

## Historique

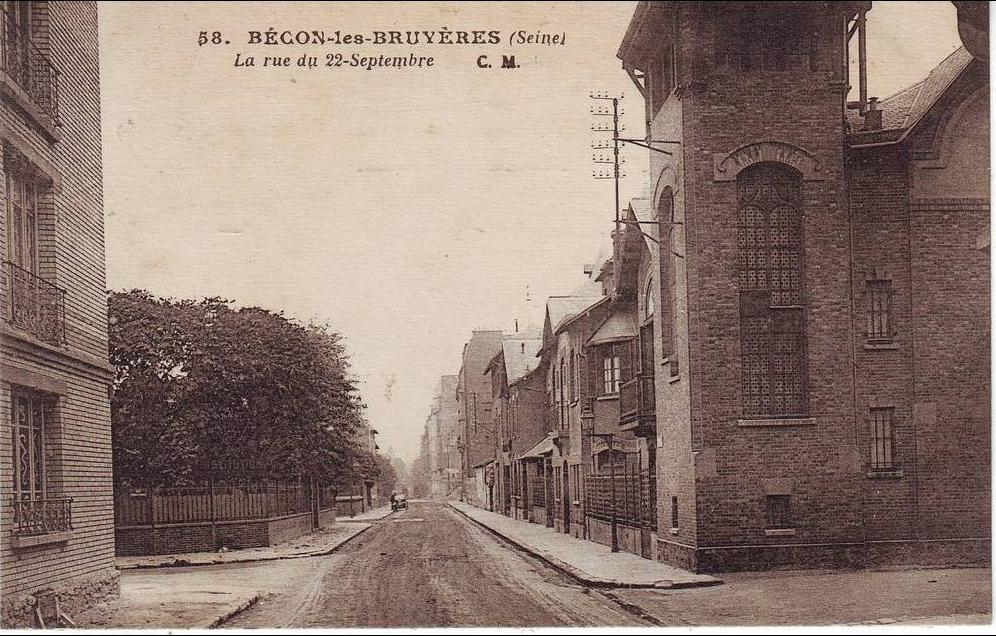
Courbevoie: La rue du 22-Septembre, sous la neige

## Bâtiments remarquables et lieux de mémoire
- Eglise évangélique baptiste[3],[4]
- L'anarchiste Lucien Lichy demeurait au no 44[5].
- Au no 66 était installé le photographe Émile Chapuis[6].